# Поляков, Иван Васильевич
Иван Васильевич Поляков (1919—1990) — советский военный. Участник Советско-финской и Великой Отечественной войн. Герой Советского Союза (1944). Майор.

## Биография
Иван Васильевич Поляков родился 15 декабря 1919 года в деревне Чаганово Владимирского уезда Владимирской губернии РСФСР (ныне посёлок Собинского района Владимирской области Российской Федерации) в крестьянской семье. Русский. Окончил 6 классов школы. С 14 лет работал в колхозе. В 1937 году переехал в Москву. До призыва на военную службу работал маляром.
В ряды Рабоче-крестьянской Красной Армии И. В. Поляков был призван Ростокинским районным военкоматом города Москвы в 1939 году. Участвовал в Советско-финской войне 1939—1940 годов. Именно на Северо-западном фронте Зимней войны Иван Васильевич приобрёл опыт борьбы с вражескими ДЗОТами, который ему пригодился в последующем. В боях с немецко-фашистскими захватчиками сержант И. В. Поляков с июля 1941 года в должности командира артиллерийского орудия 705-го артиллерийского полка противотанковой обороны 14-й артиллерийской бригады противотанковой обороны Северного фронта. Боевое крещение Иван Васильевич принял в боях под Кингисеппом. С конца августа 1941 года бригада, в которой служил сержант И. В. Поляков, была включена сначала в состав 55-й армии, а затем была подчинена 42-й армии Ленинградского фронта, в составе которой Иван Васильевич участвовал в обороне Ленинграда. Воевал на Пулковском оборонительном рубеже. Летом 1942 года 705-й артиллерийский полк был преобразован в 705-й истребительно-противотанковый артиллерийский полк и передан в непосредственное подчинение Ленинградского фронта. За 1943 год старший сержант И. В. Поляков огнём своей 76-миллиметровой пушки уничтожил 7 вражеских пулемётных ДЗОТов, за что был награждён медалью «За отвагу». Особо отличился Иван Васильевич в ходе операции «Январский гром».
15 января 1944 года подразделения 42-й армии Ленинградского фронта заняли исходные позиции для наступления в районе Пулково. В ходе мощной артиллерийской подготовки орудие старшего сержанта И. В. Полякова, ведя огонь по заданным целям, уничтожило 4 вражеских ДЗОТа и один фланкирующий пулемёт, обеспечив прорыв вражеской обороны на своём участке. При подходе к огневым позициям артиллеристов 3-й танковой роты 46-го отдельного гвардейского тяжёлого танкового полка прорыва Иван Васильевич прицепил свою пушку к танку. Прорвавшись вместе с танкистами в тыл противника, расчёт Полякова занял позицию в районе посёлка Большое Виттолово. В ходе боя артиллеристы уничтожили 3 ДЗОТа и 2 противотанковых орудия противника, мешавшие продвижению танков. Немцы попытались захватить орудие, но Поляков с бойцами отбили вражескую контратаку, рассеяв и уничтожив до взвода немецкой пехоты. Три военнослужащих вермахта, в том числе один офицер, были взяты в плен. Более суток расчёт Полякова удерживал занимаемые позиции до подхода стрелковых подразделений. 19 января 1944 года Иван Васильевич был ранен, но быстро вернулся в строй. Звание Героя Советского Союза было присвоено старшему сержанту Полякову Ивану Васильевичу указом Президиума Верховного Совета СССР от 1 июля 1944 года.
В апреле 1944 года 42-я армия была включена в состав 3-го Прибалтийского фронта и в июле 1944 года участвовала в прорыве немецкой линии обороны «Пантера» в ходе Псковско-Островской операции. 28 июля 1944 года армия была выведена в резерв Ставки Верховного Главнокомандования. 705-й артиллерийский полк был переформирован в 705-й лёгкий артиллерийский полк и в конце сентября 1944 года включён в состав 10-го танкового корпуса сначала 3-го, а затем 2-го Прибалтийского фронта. Осенью 1944 года Иван Васильевич участвовал в Прибалтийской операции. В ноябре 1944 года корпус был выведен в резерв. Вновь в действующей армии 10-й танковый корпус с января 1945 года в составе 5-й гвардейской танковой армии 2-го Белорусского фронта. И. В. Поляков участвовал в Млавско-Эльбингской операции, составной части Восточно-Прусской операции. Боевой путь Иван Васильевич завершил в марте 1945 года в ходе Восточно-Померанской операции, когда 10-й танковый корпус был выведен на доукомплектование.
После окончания Великой Отечественной войны И. В. Поляков решил продолжить службу в армии и поступил в Рязанское военное автомобильное училище, которое он окончил в 1946 году. В 1949 году Иван Васильевич окончил Высшую офицерскую автомобильную школу, в которой продолжил службу в должности заместителя начальника штаба школы. В запас И. В. Поляков уволился в 1960 году в звании майора. Жил в Москве. Скончался 21 августа 1990 года. Похоронен на Люблинском кладбище столицы.

## Награды
- Медаль «Золотая Звезда» (01.07.1944);
- орден Ленина (01.07.1944);
- орден Красного Знамени (09.06.1944);
- орден Отечественной войны 1 степени (1985);
- орден Красной Звезды (1954?);
- орден Славы 3-й степени (27.01.1944);
- медали, в том числе:

медаль «За отвагу» (08.10.1943);
медаль «За оборону Ленинграда» (1943).

## Документы
- Общедоступный электронный банк документов «Подвиг Народа в Великой Отечественной войне 1941—1945 гг.» Дата обращения: 21 августа 2012. Архивировано из оригинала 13 марта 2012 года.

Представление к званию Героя Советского Союза и указ ПВС СССР о присвоении звания. Дата обращения: 21 августа 2012. Архивировано 29 октября 2012 года.
Орден Красного Знамени (наградной лист и приказ о награждении). Дата обращения: 21 августа 2012. Архивировано 29 октября 2012 года.
Орден Славы 3-й степени (наградной лист и приказ о награждении). Дата обращения: 21 августа 2012. Архивировано 29 октября 2012 года.
Медаль «За отвагу» (приказ о награждении). Дата обращения: 21 августа 2012. Архивировано 29 октября 2012 года.